# Lepus mediterraneus
Lepus mediterraneus — вид ссавців з родини зайцевих. Населяє Середземномор'я: Марокко, Алжир, Туніс, Лівія, Єгипет, Італія. Таксон відщеплено від L. capensis.